# Hong Jeong-nam
Đây là một tên người Triều Tiên, họ là Hong.
Hong Jeong-nam (sinh ngày 21 tháng 5 năm 1985) là một cầu thủ bóng đá Hàn Quốc thi đấu ở vị trí thủ môn cho câu lạc bộ Hàn Quốc Jeonbuk Hyundai.
Em trai của anh Hong Jeong-ho, cũng là một cầu thủ bóng đá.